# Tenebrionibacter
Genre
Tenebrionibacter est un genre de bacilles Gram négatifs (BGN) de la famille des Enterobacteriaceae. Son nom fait référence au ver de farine Tenebrio molitor, de l'intestin duquel cette bactérie a été isolée pour la première fois.
En 2022 c'est un genre monospécifique, l'unique espèce connue Tenebrionibacter intestinalis Hu & Yang 2022 étant également l'espèce type du genre.